# 多戈弗里 (塞古區)
14°46′50″N 6°1′45″W / 14.78056°N 6.02917°W
多戈弗里（法語：Dogofry），是馬里的城鎮，位於該國中部，由塞古區的尼奧諾省負責管轄，面積3,820平方公里，海拔高度273米，2009年人口34,057，人口密度每平方公里8.9人。